# Kanton Saint-Péray

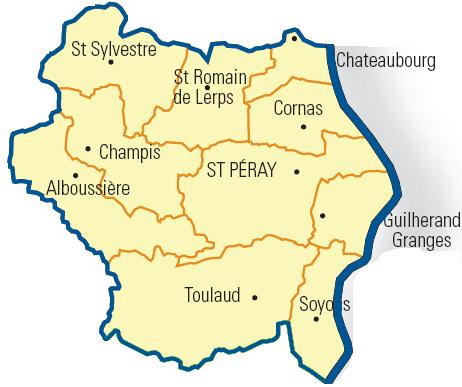
Übersichtsplan

Der Kanton Saint-Péray war bis 2015 ein französischer Wahlkreis im Arrondissement Tournon-sur-Rhône, im Département Ardèche und in der Region Rhône-Alpes; sein Hauptort (frz.: chef-lieu) war Saint-Péray. Die landesweiten Änderungen in der Zusammensetzung der Kantone brachten im März 2015 seine Auflösung.
Der Kanton Saint-Péray war 149,86 km² groß und hatte 27.294 Einwohner (Stand 2012).

## Gemeinden
| Gemeinde              | Einwohner (Stand: 2022) | Code postal | Code Insee |
| --------------------- | ----------------------- | ----------- | ---------- |
| Alboussière           | 1026                    | 07440       | 07007      |
| Champis               | 659                     | 07440       | 07052      |
| Châteaubourg          | 232                     | 07130       | 07059      |
| Cornas                | 2397                    | 07130       | 07070      |
| Guilherand-Granges    | 11.277                  | 07500       | 07102      |
| Saint-Péray           | 7591                    | 07130       | 07281      |
| Saint-Romain-de-Lerps | 989                     | 07130       | 07293      |
| Saint-Sylvestre       | 511                     | 07440       | 07297      |
| Soyons                | 2298                    | 07130       | 07316      |
| Toulaud               | 1701                    | 07130       | 07323      |

Koordinaten: 44° 57′ N, 4° 50′ O